# Cyprinodon bifasciatus
Cyprinodon bifasciatus là một loài cá thuộc chi Cyprinodon họ Cyprinodontidae. Nó là loài đặc hữu của México.

#### Chỉ mục
- Thể loại: Cyprinodon (Pupfish)